# Soothe My Soul
Soothe My Soul is een nummer van de Britse synthpopband Depeche Mode uit 2013. Het is de tweede single van hun dertiende studioalbum Delta Machine.
"Soothe My Soul" gaat over het verlangen van de liedverteller naar passie en verbinding. De liedverteller heeft aan vervulling en troost van zijn geliefde. Het nummer flopte in het Verenigd Koninkrijk met een 88e positie, maar werd wel een hit in Duitsland, Frankrijk en Hongarije. In Nederland werden geen hitlijsten gehaald, terwijl de plaat in Vlaanderen wel een klein succesje werd met een 10e positie.

## Tracklijst
- Cd-single

1. "Soothe My Soul" (radio edit) – 3:57
2. "Goodbye" (Gesaffelstein remix) – 3:51

- Muziekdownload

1. "Soothe My Soul" (radio edit) – 3:57